# Josep Antoni Martí
Josep Antoni Martí (* 1719 in Tortosa; † 3. Januar 1763 in Kloster Montserrat) war ein spanischer Komponist aus Katalonien.

## Leben
Über Kindheit und Jugend ist nichts bekannt. Nach seiner Priesterweihe arbeitete er in Madrid als Organist der Real Sociedad, wo er erstmals der Musik des in Spanien wirkenden Domenico Scarlatti und dem von ihm mitgebrachten „modernen“, italienischen Stil begegnete. 1749 war er Organist an der Kirche Nuestra Señora de la Soledad in Madrid. Danach schloss er sich dem Benediktinerorden des berühmten Klosters von Montserrat an, nach Ablegung der Profess am 9. August 1753, wurde er zum Kapellmeister und Leiter der dortigen Musikschule ernannt, diese Funktionen hatte er dort bis zu seinem Tod inne.

## Werk
Martí hinterließ ein umfangreiches, nicht vollständig erhaltenes kirchenmusikalisches Werk, bestehend aus Weihnachtsliedern, Responsorien, Gesängen für Chor und Orchester sowie Orgel- und Klaviersonaten. Im Vergleich zum Werk anderer barocker Komponisten ist sein Stil eher schlicht gehalten. 
Martí war verantwortlich für den Übergang der renommierten Montserratiner Musikschule zum modernen italienischen Stil und hatte bedeutende Schüler wie Anselm Viola i Valentí (1738–1798) und Narcís Casanoves (1747–1799).

## Werke
- Beata me dicent
- Cogitavit Dominus
- Ego vir videns
- Magnificat
- Magnificat
- O magnum mysterium: responsori per a les maitines de Nadal
- Manum suam misit
- Matribus suis
- Peccatem me quotidie
- Quem visditis pastores
- Quomodo sedet sola
- Silencio: cantata de Navidad
- Sonata
- Te Deum, laudamus
- Los pastorcillos deixan por la cordera
- Muchachitos vaya que traigo una letra
- Silencio de los Dolores
- Suspenda el labio su acento
- Villancico de Kalenda: Silencio, abismo
- Villancico de Kalenda: Obscura mansión triste